# Бойница
Вижте пояснителната страница за други значения на Бойница.
Бойницата, позната още като амбразура (на френски: embrasure), е тесен отвор в крепостна стена, кула, бункер или надстройка на окоп. Използва се за стрелба по противника, като прикрива стрелящия. Размерите на отвора зависят от използваното оръжие. Мазгал е остаряла дума със същото значение.